# Godzilla
Godzilla (japanska: ゴジラ; Gojira), även känd som "kungen av monster" (engelska: King of the Monsters), är ett japanskt fiktivt dinosaurieliknande jättemonster (japanska: kaiju), som gjorde sin debut på vita duken 1954 i filmen Godzilla – monstret från havet (svensk titel från 1957). Filmserien omfattar 28 officiella filmer från filmstudion Tōhō och fyra amerikanska produktioner vilka går under samma titel. Godzilla är det mest kända av alla de monster som förekommit i den japanska filmgenren Kaiju Eiga.
Godzilla sägs ursprungligen ha varit en dinosaurie av släktet Godzillasaurus som legat i dvala på havsbottnen men väckts av ett atombombsprov. Strålningen muterade Godzilla, som växte sig större och fick förmågan att spruta en blå radioaktiv eldstråle ur munnen. Han har vid flera tillfällen tagit sig till japanska storstäder, och där orsakat stor förstörelse. Han har också utkämpat strider mot flera andra jättemonster, däribland King Kong, Mothra, Spacegodzilla, King Ghidorah och Rodan. Godzillas längd varierar i de olika filmerna mellan 50 meter och 100 meter, och hans vikt varierar mellan 20 000 ton och 60 000 ton.
Godzilla är normalt ett stort hot mot mänskligheten, i synnerhet Japan, men har i en del filmer försvarat jorden mot inkräktare från rymden. I några filmer har Godzilla en son, Minira.

## Japansk produktion
Serien av Godzillafilmer brukar delas in i serier om perioder, främst (men inte alltid) efter japans dåvarande kejserliga era: Shōwa-serien, Heisei-serien, "Millenium"-serien (på japanska: Mire-serien) och Reiwa-serien.

### Shōwa-serien

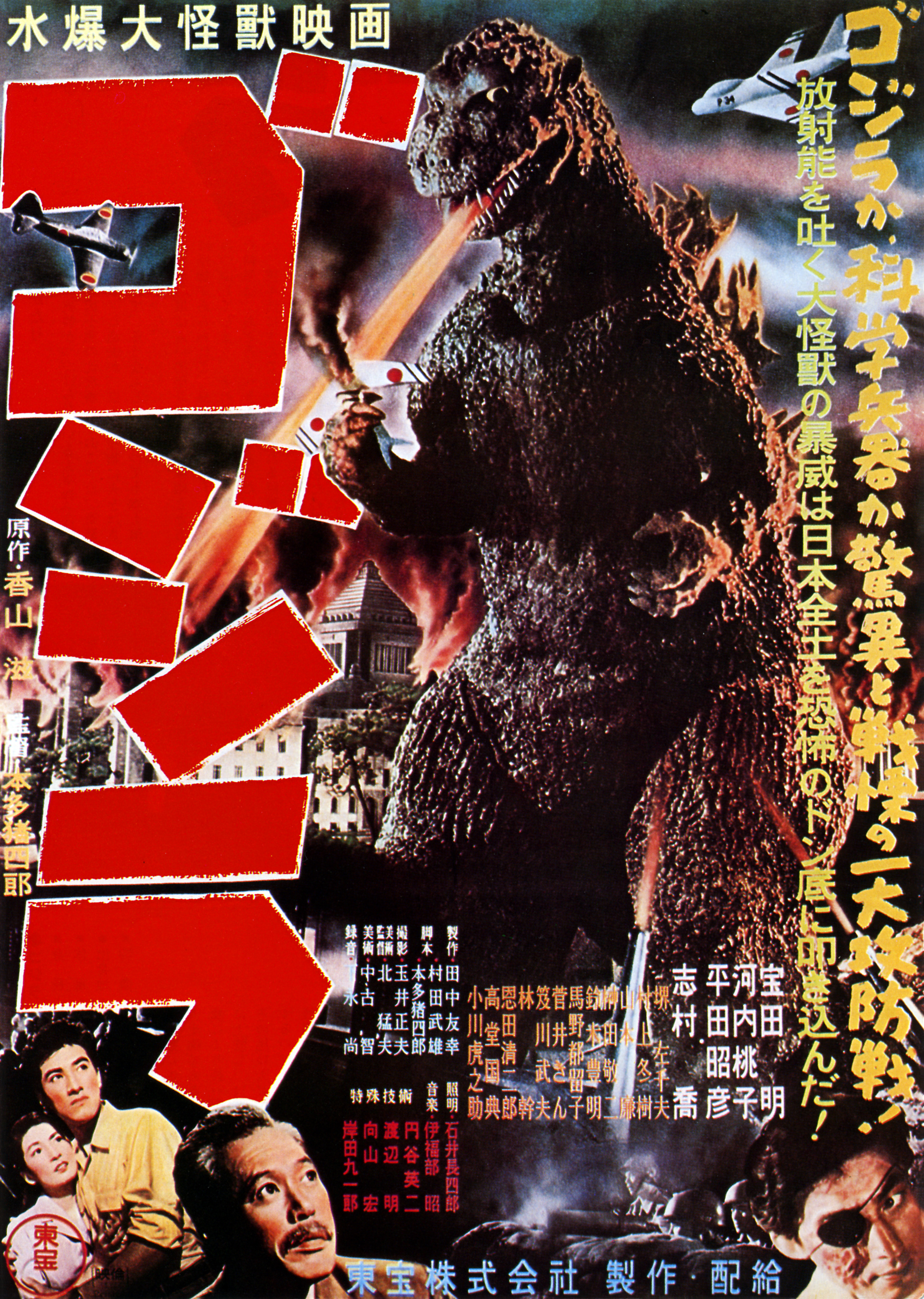
Japansk filmaffisch för Godzilla – monstret från havet.

Shōwa är tidsperioden för Hirohitos tid som kejsare i Japans historia, varande 1926–1989. Mellan 1954 och 1975 producerades 15 filmer, många av den regissör som gjorde den första Godzillafilmen, Ishiro Honda. I den första filmen – Godzilla – monstret från havet – lyckas människorna döda Godzilla med en uppfinning kallad syreförstöraren, men Godzillas stora popularitet gjorde att fler filmer snart producerades.
I början av 1970-talet drabbades Japans filmindustri av en kris, som även medförde att Godzillaserien upphörde för en tid.

### Heisei-serien
År 1984 släpptes den första Godzillafilmen sedan den japanska filmkrisen, i Japan enbart titlad Godzilla (japanska: Gojira, engelsk titel: The Return of Godzilla), vilket inledde det som sedermera kallas Heisei-serien, döpt efter ämbetsperioden för Japans kejsare följande Hirohito, kejsare Akihito (1989–2019), med Godzilla vs. Biollante 1989 som första film under den egentliga ämbetsperioden och med Godzilla vs. Destroyah 1995 som sista film i serien, där Godzilla återigen dör.

### Millennium-serien
1998 producerades den första amerikanska Godzilla-filmen Godzilla av TriStar Pictures, vilken drog in en summa på omkring 370 miljoner dollar världen över vilket ansågs vara en succé även om förväntningarna var högre. Den amerikanska filmens stora avvikelser från den traditionella Godzilla gjorde många fans i Japan och andra länder besvikna, vilket fick Tōhō att börja producera en ny serie filmer året därpå, trots att man egentligen hade planerat ett längre uppehåll. Den nya filmserien kallas ofta millennium-serien eller mire-serien efter det japanska ordet (japanska: ミレニアム, mireniamu). Den nya serien filmer karaktäriserades bland annat av att man i varje film valde att enbart referera till den första filmen från 1954 och bortse från händelserna i samtliga mellanliggande filmer, dock förekom det en del referenser till filmen från 1998. Serien visade sig dock vara mer av ett misslyckande, med ett mindre undantag för filmen GMK som hyllades mer av fans på grund av hur Godzilla framställdes i filmen, och man noterade att det drogs in mindre och mindre pengar för varje film.

### Reiwa-serien
Godzilla kom tillbaka i en ny amerikansk film som släpptes i maj 2014 vilket återupplivade intresset för Godzilla-filmer. Två år senare släppte Tōhō en ny japansk Godzilla-film kallad Godzilla: återkomsten (japanska: シン・ゴジラ, Shin Gojira) vilken påbörjade en ny era av japanska Godzilla-filmografi, sedermera kallad Reiwa-eran efter ämbetsperioden för Japans nuvarande kejsare Naruhito.

## Amerikansk produktion
Godzilla har medverkat i flera amerikanska filmprojekt och TV-serier under åren. Den första amerikanska produktionen kan sägas vara den ursprungliga filmen som den släpptes i USA, Godzilla, King of the Monsters!, vilken jämte den japanska ursprungsversionen hade flera tillagda scener med amerikanska skådespelare.
Godzillas fortsatta popularitet i USA genom åren fick den amerikanska filmindustrin att länge vela producera egna filmprojekt med Godzilla. År 1978 producerade Hanna-Barbara en tecknad TV-serie för barn enbart kallad Godzilla som visades på kanalen NBC som del av programmet The Godzilla Power Hour. Under början av 1980-talet planerades en amerikansk spelfilm med Godzilla kallad Godzilla, King of the Monsters 3D men projektet lades ner.

### Godzilla 98
Under 1990-talet började projektering av en amerikansk Godzilla-film igen och efter ett antal nerlagda projekt släpptes 1998 den första amerikanskproducerade Godzilla-filmen med titeln Godzilla. Två uppföljare planerades men dessa projekt avbröts på grund av danande entusiasm från fans och samhället efter den första filmen. Istället producerades en framgångsrik tecknad TV-serie kallad Godzilla: The Series som visades mellan åren 1998 och 2000.
Det amerikanska monstret från 1998 avvek kraftigt från det traditionella japanska konceptet och ogillades av många fans till de japanska filmerna. Det åtdrog sig snabbt namn som "American Godzilla", "AmeriGoji" eller "GINO" (Godzilla In Name Only) för att särskilja denna från japanska Godzilla. Det amerikanska monstret dök senare upp i den japanska Godzilla-filmen Godzilla: Final Wars och kallades då av Tōhō för "Zilla". Namnet ska ha kommit från uttalandet om att "because the Americans had taken the God out of Godzilla", från en intervju med filmens regissör, Ryuhei Kitamura, och Shogo Tomiyama som har hand om Godzilla-serien. I filmen hamnar Zilla i kamp med japanska Godzilla och blir snabbt nerslagen och förintad av Godzillas atomstråle. Kampen varar symboliskt i cirka 10-15 sekunder och är den kortaste i Godzilla-filmernas historia (tillsammans med större delen av monster-fighterna i filmen) och en del fans anser att scenen inte kan kallas för en riktig kamp. Zilla var menad att vara en parodi och ett hån mot den amerikanska Godzilla-versionen från 1998.

### MonsterVerse
Under maj 2014 släpptes den andra amerikanska filmen Godzilla (2014), en reboot som inte har något att göra med Godzilla-filmen från 1998. Godzilla i den här filmen kallas vanligen vid "Legendary Godzilla" eller "LegenGoji" av fans. Filmen har sedan dess följts av fyra filmer, där Legendary Godzilla medverkar i tre.

## Former
Shōwa-former

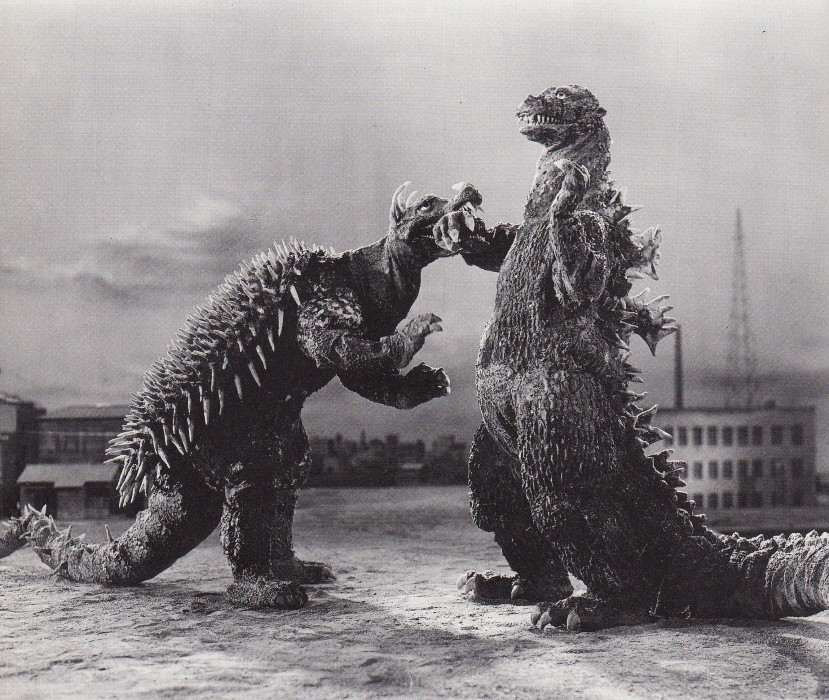
Godzilla '54 och Anguirus.

- Godzilla '54 – Godzilla från den ursprungliga filmen från 1954.
- Minilla – Minilla, även kallad Minya, Godzilla Jr. och baby Godzilla är Godzillas adopterade son, introducerad i filmen med samma namn – Godzillas son.
- Fake Godzilla – Falska Godzilla från filmen Godzilla vs. Mechagodzilla, vilken senare visar sig vara en utomjordisk robot som kommit att kallas Mechagodzilla.
- Mechagodzilla – Robotkopia av Godzilla tillverkad av utomjordingar som vill ta över världen.

Heisei-former

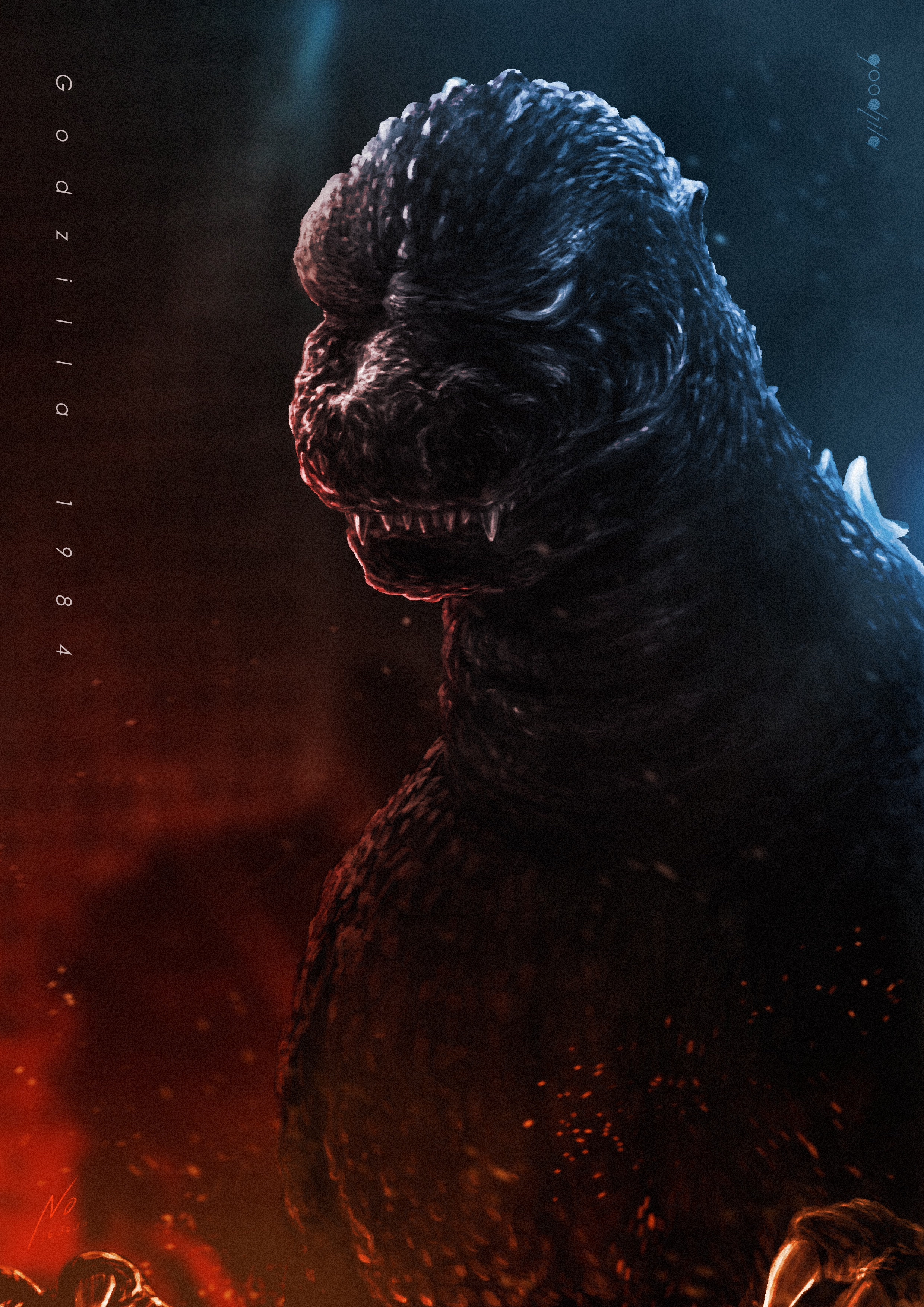
Fanart av Godzilla '84.

- Godzilla '84 – Godzilla från nyinspelningen från 1984.
- Godzilla '91 – Godzilla från 1991 års film Godzilla vs. King Ghidorah.
- Godzillasaurus
- Mechagodzilla II
- Super Mechagodzilla
- SpaceGodzilla
- SpaceGodzilla (Flying Form)
- Baby Godzilla
- Little Godzilla
- Godzilla Junior
- Super Godzilla
- Burning Godzilla
- Godzilla (Rebirth)

Millennium-former
- Godzilla (Generation 1) / Godzilla 2000
- Godzilla (Generation 2) / Godzilla 2000
- Godzilla (Generation 3) / GMK Godzilla
- Godzilla (Generation 4)
- Godzilla (Generation 5) / Final Godzilla
- Godzilla (Generation 6) / Always Godzilla
- Kiryu v1 / Millennium Mechagodzilla version 1
- Kiryu v2 / Millennium Mechagodzilla version 2
- Zilla
- Minilla

Reiwa-former
(inkomplett lista)

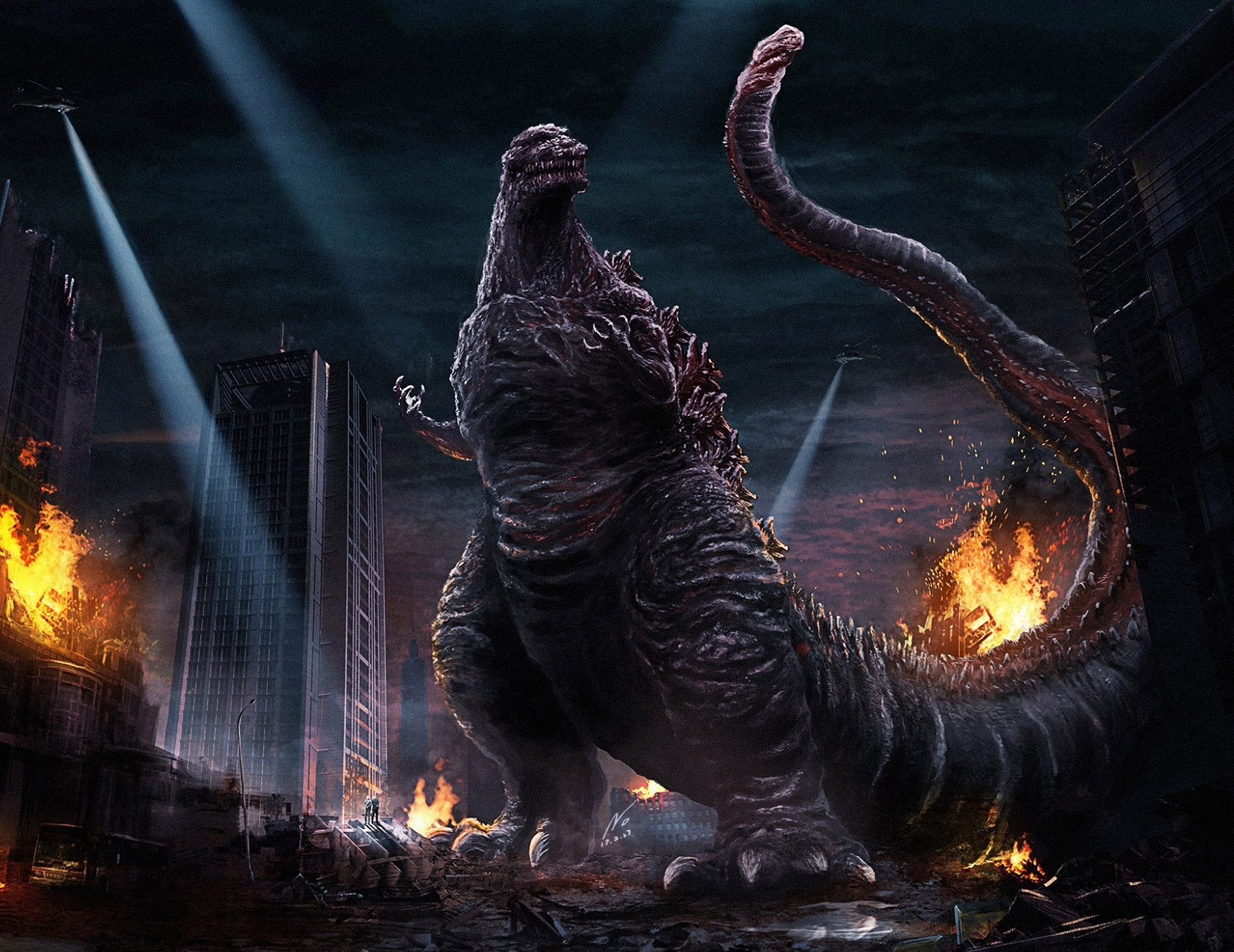
Fanart av Shin Godzilla.

- Shin Godzilla / Godzilla: återkomsten
- Godzilla / Godzilla minus one

Amerikanska former
- Animated Godzilla (US 1978) / Hanna Barbera Godzilla
- Godzilla (US 1998) / Godzilla '98, American Godzilla
- Animated Godzilla (US 1998)
- Cyber-Godzilla
- Baby Godzilla (US 1998)
- Chameleon (kaiju)
- D.N.A. Mimic
- Godzilla (US 2014) / Legendary Godzilla

## Japansk filmografi
Shōwa-serien

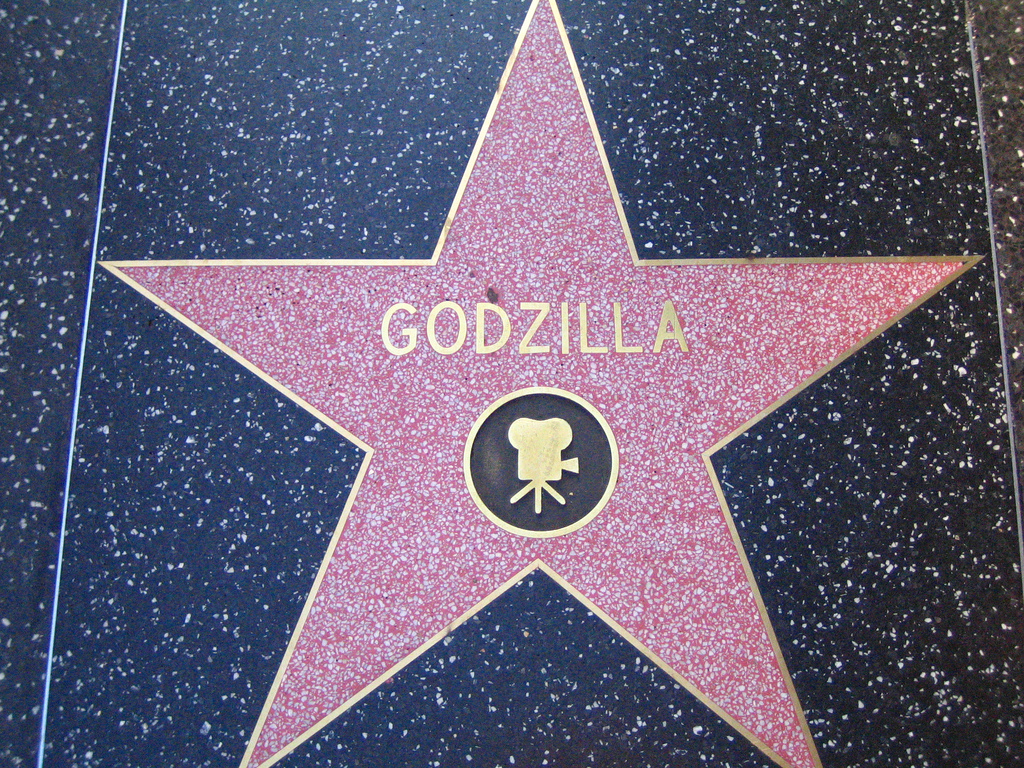
Godzilla har en stjärna på Hollywood Walk of Fame.

- 1954 – Godzilla – monstret från havet (Amerikansk titel: Godzilla. Japansk titel: Gojira)
- 1955 – Godzilla Raids Again (Japansk titel: Gojira no gyakushuu)
- 1962 – King Kong vs. Godzilla (Japansk titel: Kingu Kongu tai Gojira)
- 1964 – Mothra vs. Godzilla (Japansk titel: Mosura tai Gojira)
- 1964 – Ghidorah, the Three-Headed Monster (Japansk titel: San daikaijuu : chikyuu saidai no kessen)
- 1965 – Invasion of Astro-Monster (Japansk titel: Kaijuu daisensou)
- 1966 – Ebirah, Horror of the Deep (Japansk titel: Gojira, Ebira, Mosura: nankai no daikettou)
- 1967 – Godzillas son (amerikansk titel: Son of Godzilla. Japansk titel: Kaijutou no kessen: Gojira no musuko)
- 1968 – Alla monster skall förstöras (Amerikansk titel: Destroy All Monsters. Japansk titel: Kaijuu soushingeki)
- 1969 – Godzilla's Revenge (Japansk titel: Gojira, Minira,Gabara: oru kaijuu daishingeki)
- 1971 – Godzilla vs. Hedorah (Japansk titel: Gojira tai Hedora)
- 1972 – Godzilla vs. Gigan (Japansk titel: Chikyuu kogeki meirei: Gojira tai Gaigan)
- 1973 – Godzilla vs. Megalon (Japansk titel: Gojira tai Megaro)
- 1973 – Zone Fighter (medverkande TV-serie)
- 1974 – Godzilla vs. Mechagodzilla (Japansk titel: Gojira tai Mekagojira)
- 1975 – Terror of Mechagodzilla (Japansk titel: Mekagojira no gyakushuu)

Heisei-serien
- 1984 – The Return of Godzilla (Japansk titel: Gojira)
- 1989 – Godzilla vs. Biollante (Japansk titel: Gojira vs. Biorante)
- 1991 – Godzilla vs. King Ghidorah (Japansk titel: Gojira vs. Kingu Gidora)
- 1992 – Godzilla vs. Mothra (Japansk titel: Gojira vs. Mosura)
- 1993 – Godzilla vs. Mechagodzilla II (Japansk titel: Gojira vs. Mekagojira)
- 1994 – Godzilla vs. SpaceGodzilla (Japansk titel: Gojira vs. Supesugojira)
- 1995 – Godzilla vs. Destoroyah (Japansk titel: Gojira vs. Desutoroia)
- 1997–1998 Godzilla Island (TV-serie)

Millennium-serien
- 1999 – Godzilla 2000: Millennium (Japansk titel: Gojira nisen mireniamu)
- 2000 – Godzilla vs. Megaguirus (Japansk titel: Gojira x Megagirasu)
- 2001 – Godzilla, Mothra and King Ghidorah: Giant Monsters All-Out Attack (Japansk titel: Gojira, Mosura, Kingu Gidora: daikaijuu soukougeki)
- 2002 – Godzilla Against Mechagodzilla (Japansk titel: Gojira x Mekagojira)
- 2003 – Godzilla: Tokyo S.O.S. (Japansk titel: Gojira x Mosura x Mekagojira: Tokyo SOS)
- 2004 – Godzilla: Final Wars (Japansk titel: Gojira: fainaru uozo)

Reiwa-serien
- 2016 – Godzilla: återkomsten
- 2017 – Godzilla: Planet of the Monsters (tecknad)
- 2018 – Godzilla: City on the Edge of Battle (tecknad)
- 2019 – Godzilla: The Planet Eater (tecknad)
- 2019 – Godzilla vs. Evangelion: The Real 4-D (kortfilm)
- 2019 – Godziban (webbserie)
- 2021 – Godzilla Singular Point (tecknad serie)
- 2021 – Gojira za raido dai kaijū chōjō kessen (kortfilm)
- 2021 – Godzilla vs. Hedorah (kortfilm)
- 2022 – Godzilla Fest 3: Gigan Attacks (kortfilm)
- 2023 – Godzilla Minus One

Nedlagda projekt (Japan)
- 1960 – Frankenstein vs. Godzilla
- 1972 – Godzilla vs. Hedorah 2
- 1972 – Godzilla vs. the Space Monsters
- 1976–1979 – Godzilla vs. the Devil
- 1984 – Godzilla vs. Bagan
- 1990 – Godzilla vs. King Kong
- 1995 – Godzilla vs. Ghost Godzilla
- 2000 – Godzilla Reborn

## Amerikansk filmografi
Kalla kriget
- 1956 – Godzilla, King of the Monsters!
- 1978 – Godzilla (TV-serie, 1978) (tecknad serie)

Godzilla 98-serien
- 1998 – Godzilla
- 1998 – Godzilla: The Series (tecknad serie)

MonsterVerse-serien
- 2014 – Godzilla
- 2019 – Godzilla: King of the Monsters
- 2021 – Godzilla vs. Kong
- 2024 – Godzilla x Kong: The New Empire

Nedlagda projekt (USA)
- 1983–1984 – Godzilla, King of the Monsters 3D
- 1994–1996 – Godzilla vs. the Gryphon
- 1998–2003– Godzilla 2
- 1998–2003 – Godzilla 3
- 2004–2013 – Godzilla 3D to the Max

## Datorspel
1980-talet

- Godzilla (Commodore 64 - 1983)
- Godzilla vs. 3 Giant Monsters (MSX - 1984)
- Godzilla: Gojira-Kun (MSX - 1985)
- The Movie Monster Game (Apple II, Commodore 64 - 1986)
- Monster's Fair (MSX - 1986)
- Godzilla: Monster of Monsters (NES - 1988)

1990-talet

- Godzilla (Game Boy - 1990)
- Godzilla 2: War of the Monsters (NES - 1991)
- Battle Soccer (Super Nintendo - 1992)
- King of the Monsters, Godzilla (Game Boy - 1993)
- Super Godzilla (SNES - 1993)
- Godzilla (arcade) (Arkadspel - 1993)
- Kaijū-ō Godzilla (Game Boy - 1993)
- Godzilla: Battle Legends (Turbo Duo) - 1993)
- Godzilla: Monster War (Super Famicom - 1994)
- Godzilla: Destroy All Monsters (Super Nintendo - 1994)
- Godzilla: Archipelago Shock (Sega Saturn - 1995)
- Godzilla: Rettoushinkan (Sega Saturn - 1995)
- Godzilla: Giant Monster March (Game Gear - 1995)
- Godzilla Movie Studio Tour (CD-ROM - 1998)
- Godzilla Online (CD-ROM - 20 maj 1998)
- G-Patrol VR Combat Simulator (PC Online - 21 maj 1998)
- Godzilla (LCD - 1998)
- Godzilla: Virtual Shakin' (LCD - 1998)
- Godzilla (Pinball - Januari, 1998)
- Godzilla Trading Battle (Playstation - 1998)
- Godzilla Generations (Dreamcast - 1998)
- Godzilla Generations: Maximum Impact (Dreamcast - 1999)
- M.U.G.E.N (PC Online - 1999)
- Godzilla: The Series (Game Boy) (Game Boy Color - 1999)

2000-talet

- Godzilla: The Series - Monster Wars (Game Boy Color - 2000)
- Godzilla: Destroy All Monsters Melee (Nintendo Gamecube, Xbox - 2002)
- Godzilla: Domination! (Game Boy Advance - 2002)
- Godzilla: Save the Earth (Xbox, Playstation 2 - 2004)
- CR Godzilla 3S-T Battle (Pachinko - 2006)
- Godzilla: Pachislot Wars (Pachislot - 2007)
- Godzilla: Unleashed (Wii, PS2 - 2007)
- Godzilla: Unleashed - Double Smash (Nintendo DS - 2007)

2010-talet

- Godzilla on Monster Island (AVP Slot - 2011)
- Godzilla Daikaiju Battle Royale (PC Online - 2012)
- Godzilla: Monster Mayhem (Mobil - 2013)
- Godzilla: Strike Zone (Mobil - 2014)
- Godzilla Smash 3 (Mobil - 2014)
- Godzilla (PS3 - 2014)
- Colossal Kaiju Combat (PC Steam - 2014)